# Tripelennamin
Tripelennamin oder Pyribenzamin (Handelsname: Azaron) ist ein Arzneistoff der ersten Generation von Antihistaminika.
Es wird zur Behandlung von Juckreiz nach Insektenstichen und allergischen Hautreaktionen verwendet.

## Darstellung und Gewinnung
Tripelennamin kann in einer zweistufigen Synthese erhalten werden. Im ersten Schritt erfolgt eine reduktive Kupplung von 2-Aminopyridin mit Benzaldehyd in Ameisensäure. Danach wird das resultierende Zwischenprodukt nach Deprotonierung mit Natriumamid mit 2-Dimethylaminoethylchlorid umgesetzt.
1945 entwickelten Rudolf R. Mayer (* 1895), Charles R. Hutterer (* 1906) und Cäsar R. Scholz (* 1907) das Antihistaminikum Pyribenzamin. Die Verbindung wurde 1946 erstmals von Carl Djerassi synthetisiert.

## Wirkung
Tripelennamin gehört zur Wirkstoffklasse der Ethylendiamine und dockt an die H1-Histamin-Rezeptoren im Körper an, so dass das Histamin nicht mehr auf die Zelle einwirken kann.

## Verbindungen
Tripelennamin wird verwendet in der Form von:
- Tripelennamin-Monohydrochlorid
- Tripelennamin-Hydrochlorid
- Tripelennamin-Maleat
- Tripelennamin-Citrat